# Конарак
Конарак (англ. Konark, ория କୋଣାର୍କ, санскр. कोणार्क) — город в округе Пури в штате Одиша, Индия. Расположен на побережье Бенгальского залива в 65 км от Бхубанешвара. По переписи 2001 года, население Конарака составляло 15 015 человек. Город известен расположенным здесь Храмом солнца, построенным в XIII веке царём Нарасимхадевой I (1236—1264) из Династии Восточных Гангов. Храм является объектом всемирного наследия ЮНЕСКО. Каждый год в декабре в Конараке проходит крупный фестиваль индийского классического танца.